# Dinizia
Dinizia là một chi thực vật có hoa trong họ Đậu.